# Livade
Livade este un sat din comuna Danilovgrad, Muntenegru. Conform datelor de la recensământul din 2003, localitatea are 131 de locuitori (la recensământul din 1991 erau 111 locuitori).

## Demografie
În satul Livade locuiesc 100 de persoane adulte, iar vârsta medie a populației este de 38,4 de ani (33,6 la bărbați și 43,5 la femei). În localitate sunt 39 de gospodării, iar numărul mediu de membri în gospodărie este de 3,36.
|  |

| Demografie | Demografie | Demografie |
| An         | Locuitori  | Locuitori  |
| ---------- | ---------- | ---------- |
|            |            |            |
|            |            |            |
|            |            |            |
|            |            |            |
| 1948       | 153        |            |
| 1953       | 168        |            |
| 1961       | 152        |            |
| 1971       | 137        |            |
| 1981       | 148        |            |
| 1991       | 111        | 111        |
| 2003       | 131        | 131        |

| \| Componența etnică conform recensământului din 2003[2] \| Componența etnică conform recensământului din 2003[2] \| Componența etnică conform recensământului din 2003[2] \| Componența etnică conform recensământului din 2003[2] \| Componența etnică conform recensământului din 2003[2] \| \| ----------------------------------------------------- \| ----------------------------------------------------- \| ----------------------------------------------------- \| ----------------------------------------------------- \| ----------------------------------------------------- \| \| \| \| \| \| \| \| Muntenegreni \| Muntenegreni \| \| 95 \| 72,51% \| \| Sârbi \| Sârbi \| \| 24 \| 18,32% \| \| Iugoslavi \| Iugoslavi \| \| 2 \| 1,52% \| \| necunoscută \| necunoscută \| \| 10 \| 7,63% \| |              |  |    |        |
| Componența etnică conform recensământului din 2003 |              |  |    |        |
| |              |  |    |        |
| Muntenegreni | Muntenegreni |  | 95 | 72,51% |
| Sârbi | Sârbi        |  | 24 | 18,32% |
| Iugoslavi | Iugoslavi    |  | 2  | 1,52%  |
| necunoscută | necunoscută  |  | 10 | 7,63%  |